# Antti Hyvärinen
Antti Abram Hyvärinen (Rovaniemi, 21 giugno 1932 – Bad Nauheim, 13 gennaio 2009) è stato un saltatore con gli sci finlandese.
Ha vinto una medaglia d'oro olimpica nel salto con gli sci alle Olimpiadi invernali 1956 svoltesi a Cortina d'Ampezzo.
Ha partecipato anche alle Olimpiadi invernali 1952.